# Conca de l'Okavango
La conca de l'Okavango és una conca endorreica que es troba al sud-oset d'Àfrica, que s'estén a través de porcions d'Angola, Botswana, Namíbia i Zimbàbue. La conca té una superfície de 721.000 quilòmetres quadrats.
El Okavango és el corrent principal a la conca. Està formada per la confluència dels rius Cubango i Cuito rius, que s'originen a l'altiplà de Bié del centre d'Angola i flueixen al sud-est. El Cubango s'uneix just per sobre de la seva confluència amb el Cuito pel riu Omatako, que flueix al nord-est del seu origen a la regió de Damaraland del centre de Namíbia. L'Okavango continua a través de la Franja de Caprivi de Namíbia a Botswana, on es divideix en una sèrie de distributaris per formar el delta de l'Okavango, un gran delta interior que es converteix en praderies i sabanes inundades estacionalment.

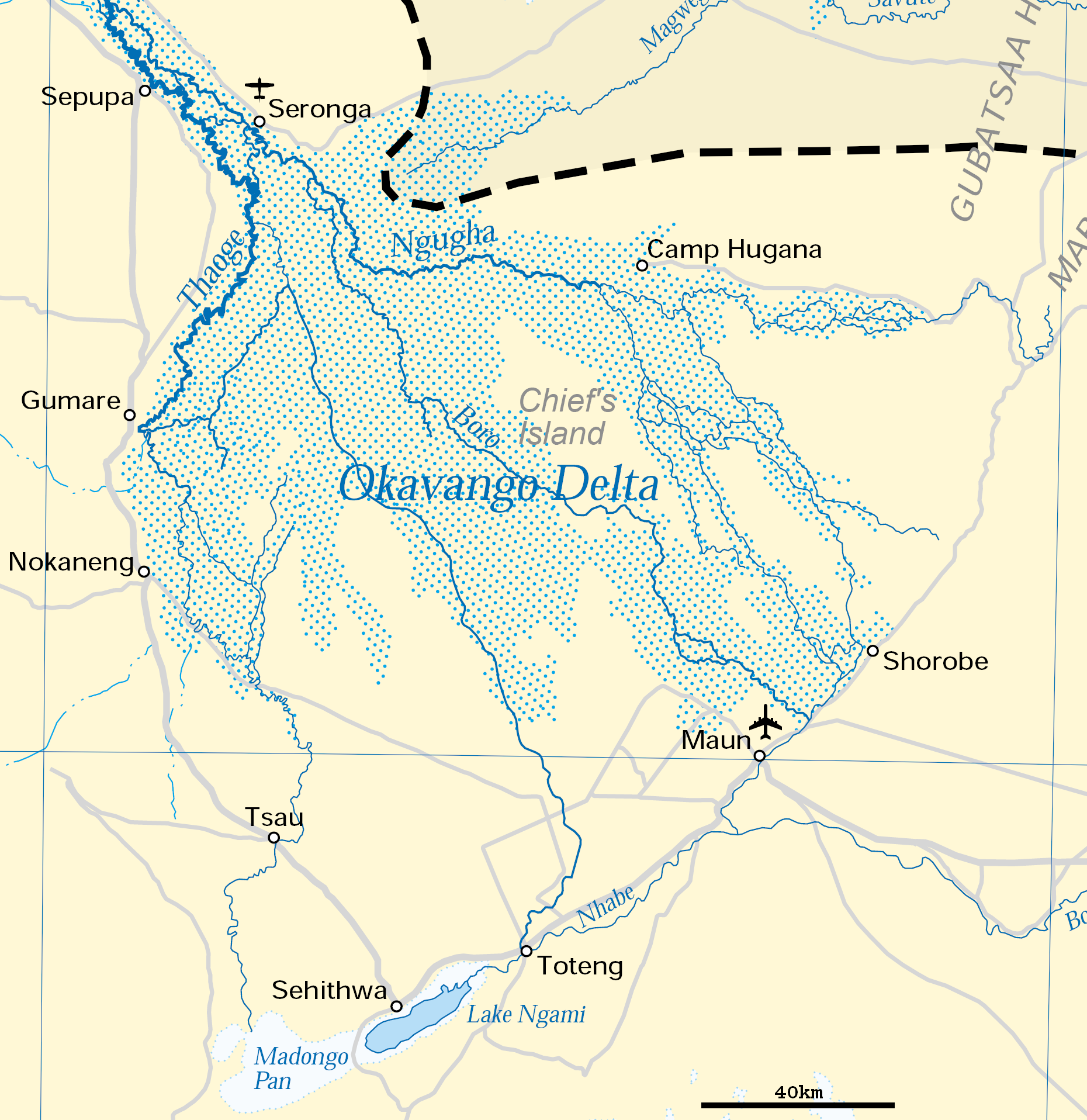
Delta de l'Okavango

Una sèrie de salines es troben en els punts més baixos de la conca, incloent la Nwako Pan al sud del Delta Okavango i la gran Makgadikgadi Pan al sud-est del Delta. En els moments d'alt flux, l'Okavango vessa al Nwako Pan a través dels distributaris Xudum i Nhabe per reposar al llac Ngami, un llac salí, i al llac Xau i la extrem occidental de la Makgadikgadi Pan a través del distributari Boteti. L'embassament de Mopopi va ser construït al Boteti per proporcionar aigua a la mina de diamants d'Orapa.
El Selinda Spillway, també conegut com a Magweqana, Magwekwana o Magweggana, és un canal distributari que connecta el delta de l'Okavango al riu Cuando, un afluent del Zambezi. En períodes que l'Okavango va ple d'aigua, l'aigua flueix cap a l'est vers el sistema Cuando-Linyanti. L'última vegada que això va succeir va ser l'agost de 2009 després de 30 anys de caiguda seca. En temps de marea alta al Kwando, l'aigua pot fluir des de l'oest del Cuando cap al delta de l'Okavango, però sovint s'evapora abans d'arribar al delta.
Altres corrents de la conca són l'Eiseb, un rierol intermitent que s'origina a Hereroland i flueix cap a l'est al delta de l'Okavango, i el riu Nata, que s'origina a l'oest de Zimbabwe i flueix a l'extrem est del Makgadikgadi Pan.